# Уэй, Пит
Пит Уэй (англ. Pete Way; 7 августа 1950 года, Энфилд, Мидлсекс, Англия — 14 августа 2020 года, там же) — британский бас-гитарист и основатель рок-групп UFO, Fastway и Waysted. Также он некоторое время играл в MSG и с Оззи Осборном.

## Карьера

### UFO
Пит Уэй начал играть на бас-гитаре в группах с друзьями из старшей школы. Он и гитарист Мик Болтон подружились, и вместе с барабанщиком Тиком Тораццо в начале 1969 года создали свою первую серьезную группу, The Boyfriends. Позже в составе появился Фил Могг, после чего группа изменила название на Hocus Pocus. После того, как у барабанщика случился нервный срыв из-за употребления наркотиков, его заменил Энди Паркер. Впоследствии они снова изменили название группы, став UFO. Начиная с октября 1969 года, Пит Уэй был басистом UFO на протяжении 12 лет.

### Fastway
Не любя более коммерчески доступное направление, которое UFO выбрали в начале 80-х, Пит Уэй в сентябре 1982 года вместе с бывшим гитаристом Motörhead Эдди Кларком сформировал Fastway. Но, как оказалось, Уэю не удалось разорвать контракт с лейблом Chrysalis, и из-за он вынужден был уйти из Fastway, которые подписали контракт с CBS Records.

### Waysted
В 1983 году Уэй вместе с Фином Мьюиром, Полом Рэймондом, Фрэнком Нуном и Ронни Кейфилдом сформировал метал-группу Waysted.
Их дебютный альбом Vices вышел в 1983 году и занял 78-е место в британском чарте.
Третий альбом группы, Save your Prayers, стал их самым успешным в США, где он достиг 185 строчки.

### Оззи Осборн
В течение 10 дней, с 10 декабря 1982 года до 12-го, Уэй участвовал в туре Оззи Осборна в поддержку Diary of a Madman.

### UFO: Возвращение
После непродолжительного воссоединения с UFO в период 1988—1989 годов Уэй присоединился к Филу Моггу в реформированную UFO в 1991 году и вместе с группой записал еще 6 альбомов в течение последующих 17 лет.

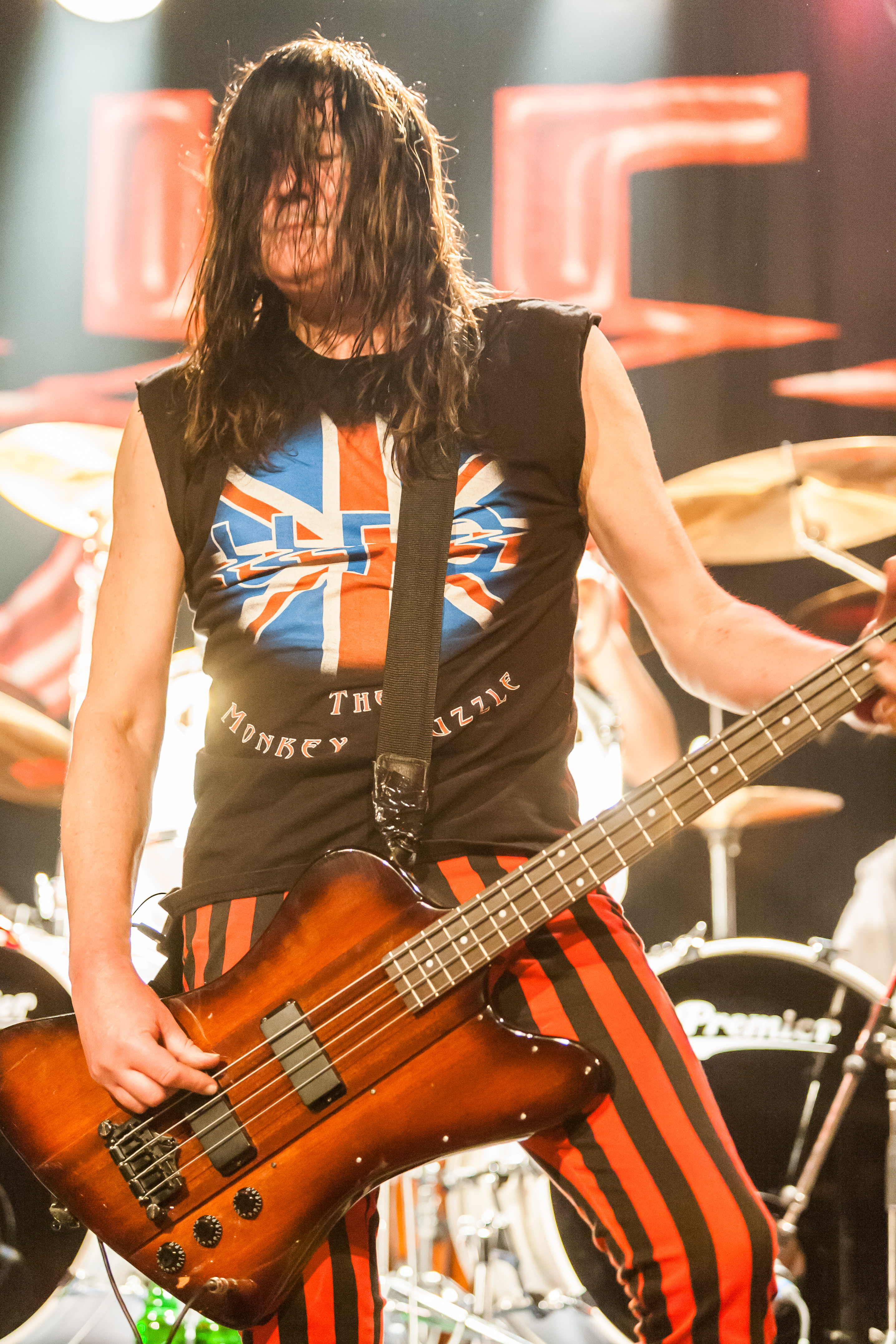
Пит Уэй в Кёльне 23 октября 2007 года

Проблемы со здоровьем вынудили Пита снова покинуть группу в 2008 году.

## Смерть
Уэй скончался 14 августа 2020 года, ровно через неделю после своего 70-летия, в результате опасных для жизни травм, полученных в результате несчастного случая двумя месяцами ранее.
Оззи Осборн выразил своё сожаление, написав:

«Такие печальные новости. Я не видел Пита уже много лет, но у меня всегда будут прекрасные воспоминания и невероятные истории о том, чего мы только не делали».
Гизер Батлер, который тоже играл на басу у Осборна, добавил:

«В этом году становится всё хуже. Пит Уэй, один из „персонажей“ хеви-ме́тала… ушёл из жизни… покойся с миром, Пит».
Уэй умер всего через 10 недель после своего бывшего товарища по группе UFO, соло-гитариста Пола Чепмена и через год после клавишника/ритм-гитариста Пола Рэймонда, оставив Фила Могга и Энди Паркера единственными выжившими участниками записи альбома No Place to Run.

## Семья
У Пита остались младший брат Нил, жена Дженни, сын Дэвид и две дочери, Зоуи и Шарлотта. За свою жизнь Уэй был в браке шесть раз, четыре из которых закончились разводом.

## Бас-гитары
В период расцвета UFO в 70-х годах он использовал бас-гитару Fender Precision Bass. Изначально Уэй играл на Precision, имеющем окраску «Brown Sunburst». Затем он приобрёл бирюзовый Precision, который, наряду с его фирменными полосатыми брюками, во многом повлиял на сценический образ Стива Харриса.
Позже Уэй переключился на бас-гитары Gibson Thunderbird, известные своим жестким хард-роковым тоном. Однако впоследствии стал использовать Epiphone Thunderbird, так как обнаружил, что у нее более «жирный» тон.
Известно также, что Уэй использовал бас-гитары от Ibanez, в частности розовый бас Ibanez Iceman и Washburn B-20, с которыми он снимался в рекламной кампании. Его изображение также использовалось в рекламе бас-гитар Artex.

## Дискография
| - Fastway (1983) - Vices (1983) - Waysted (EP) (1984) - The Good the Bad the Waysted (1985) - Save Your Prayers (1986) - Wilderness of Mirrors (2000) - You Won’t Get Out Alive (2000) - Back From The Dead (2004) - Organised Chaos (2007) - The Harsh Reality (2007) - Edge of the World (1997) - Chocolate Box (1999) - Amphetamine (2000) - Pete Way Alive In Cleveland (2002) - Acoustic Animal (2007) - The Plot (2003) (при участии Михаэля Шенкера). - Tales of Rock’n’Roll (2006) - Temple of Rock (2011) |